# Verdun-sur-Garonne
Verdun-sur-Garonne är en kommun i departementet Tarn-et-Garonne i regionen Occitanien i södra Frankrike. Kommunen ligger i kantonen Verdun-sur-Garonne som tillhör arrondissementet Montauban. År 2022 hade Verdun-sur-Garonne 4 914 invånare.

## Befolkningsutveckling
Antalet invånare i kommunen Verdun-sur-Garonne
| Referens: INSEE |

## Bilder

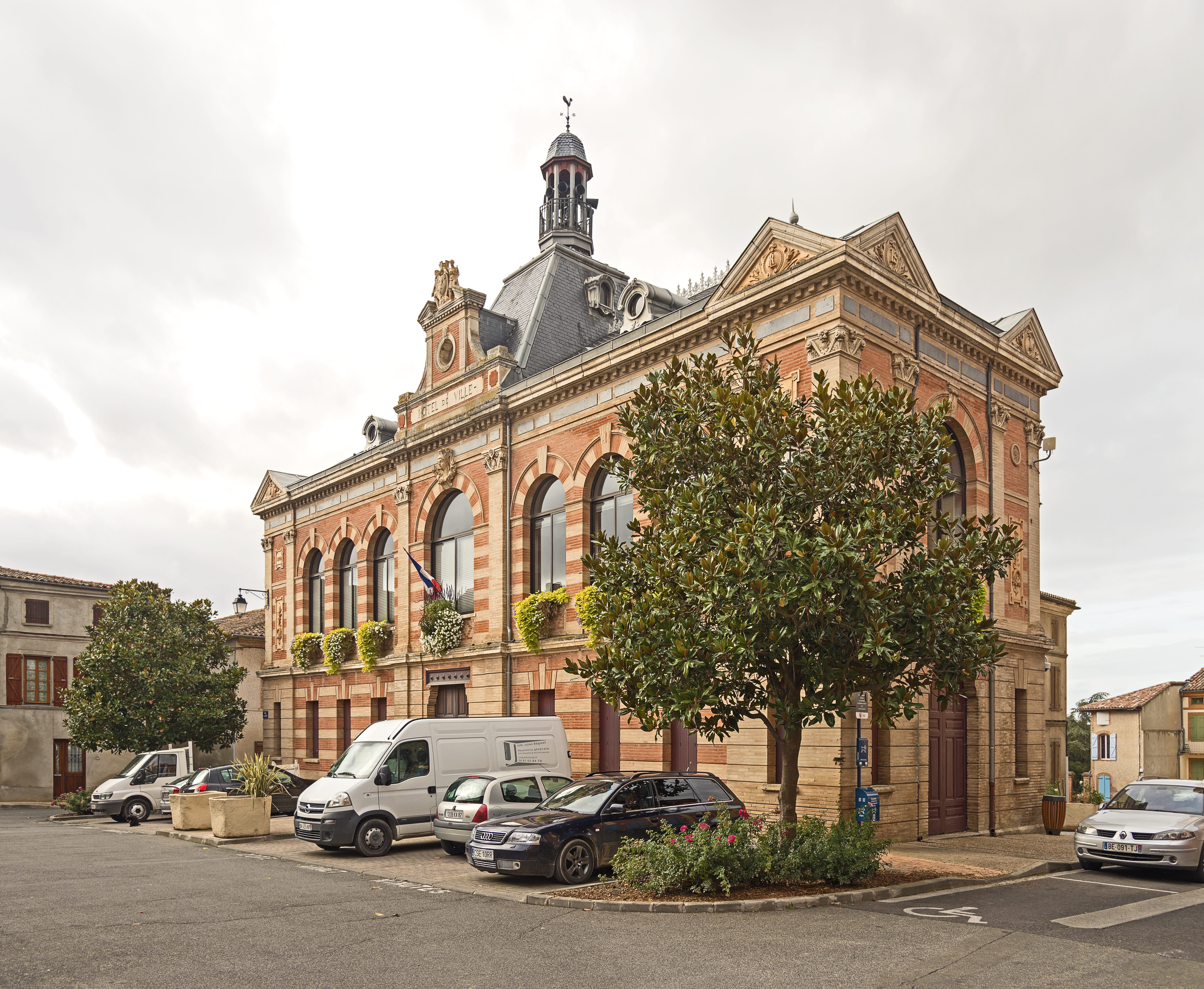
Kommunhuset
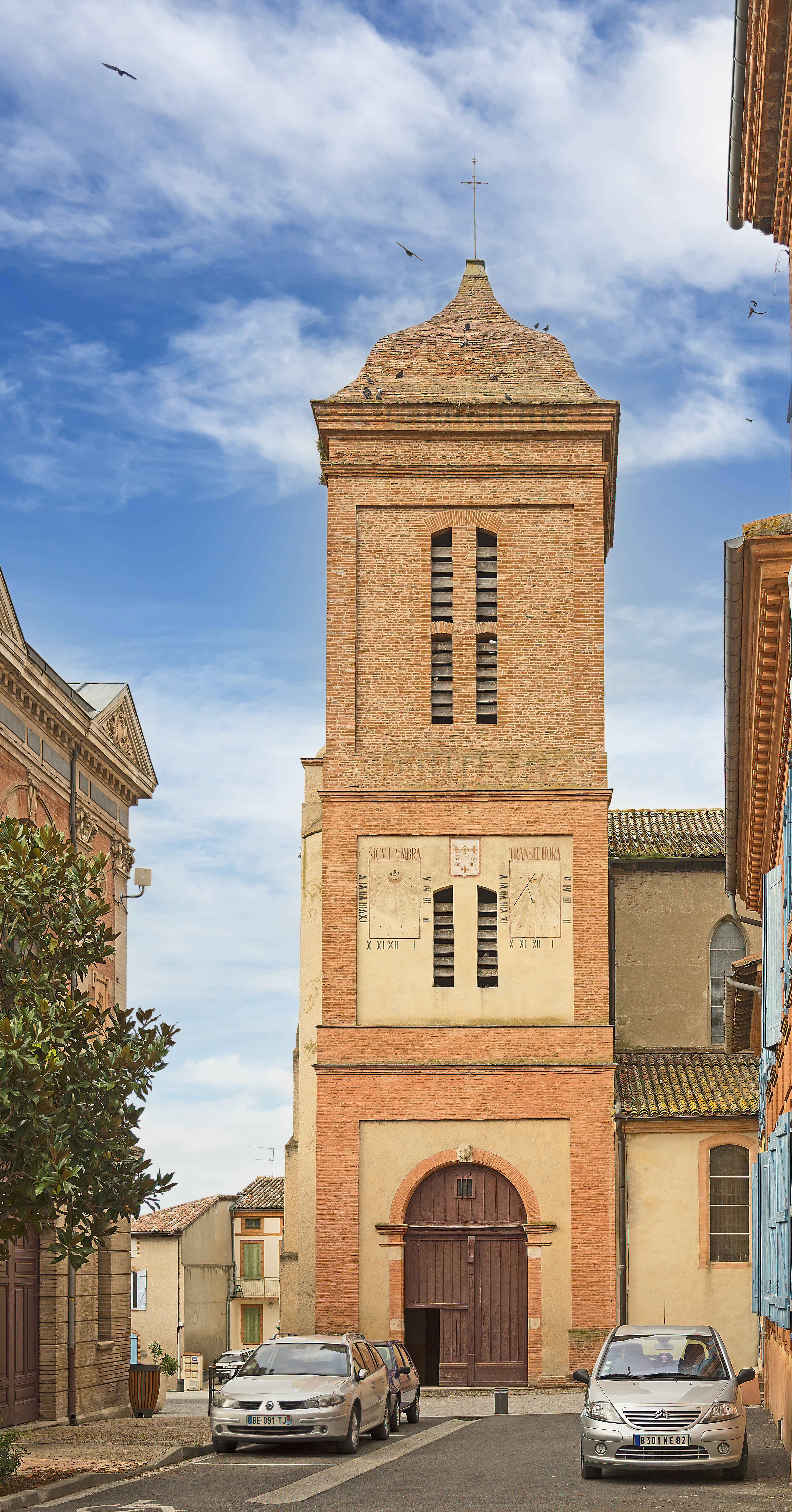
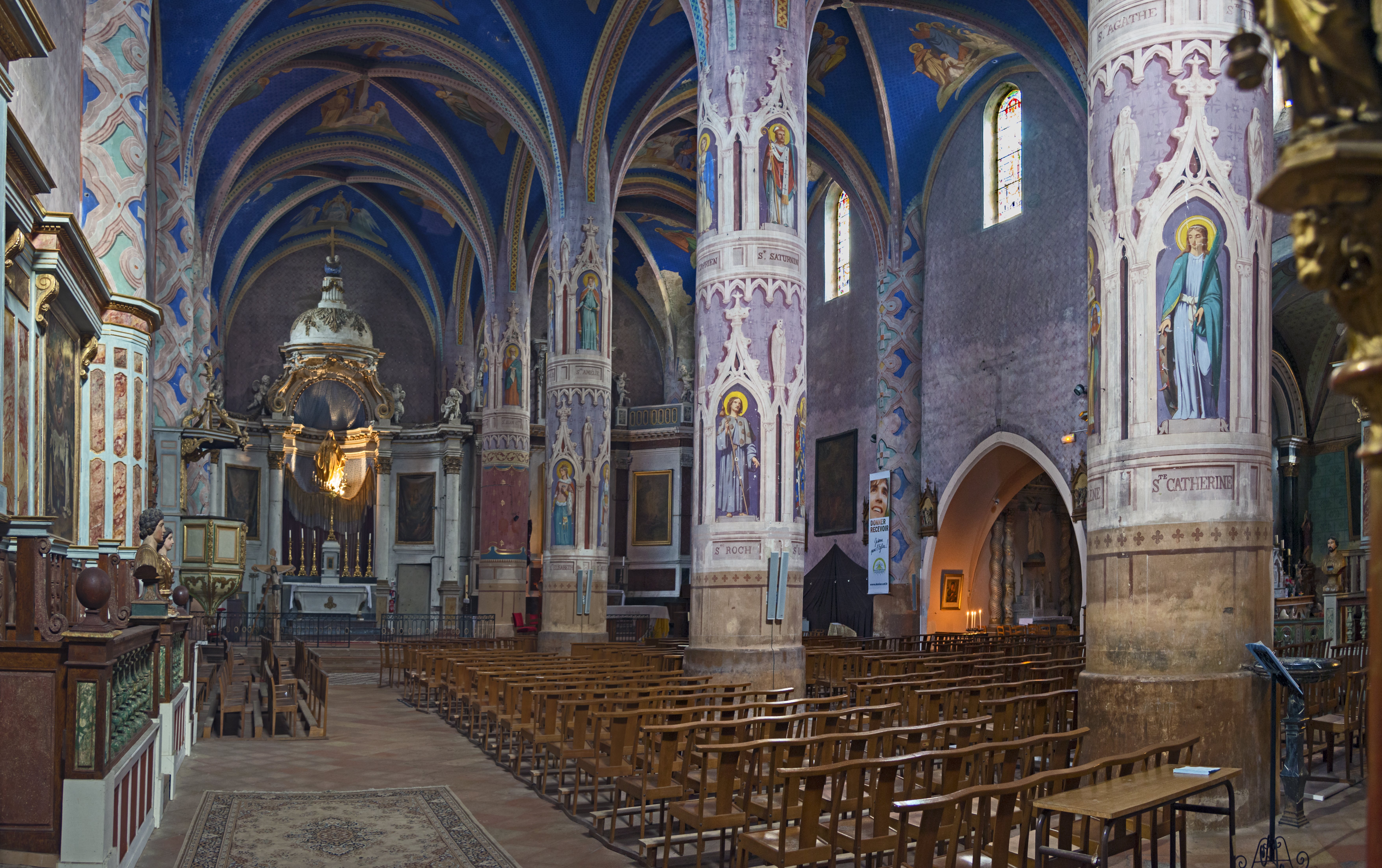
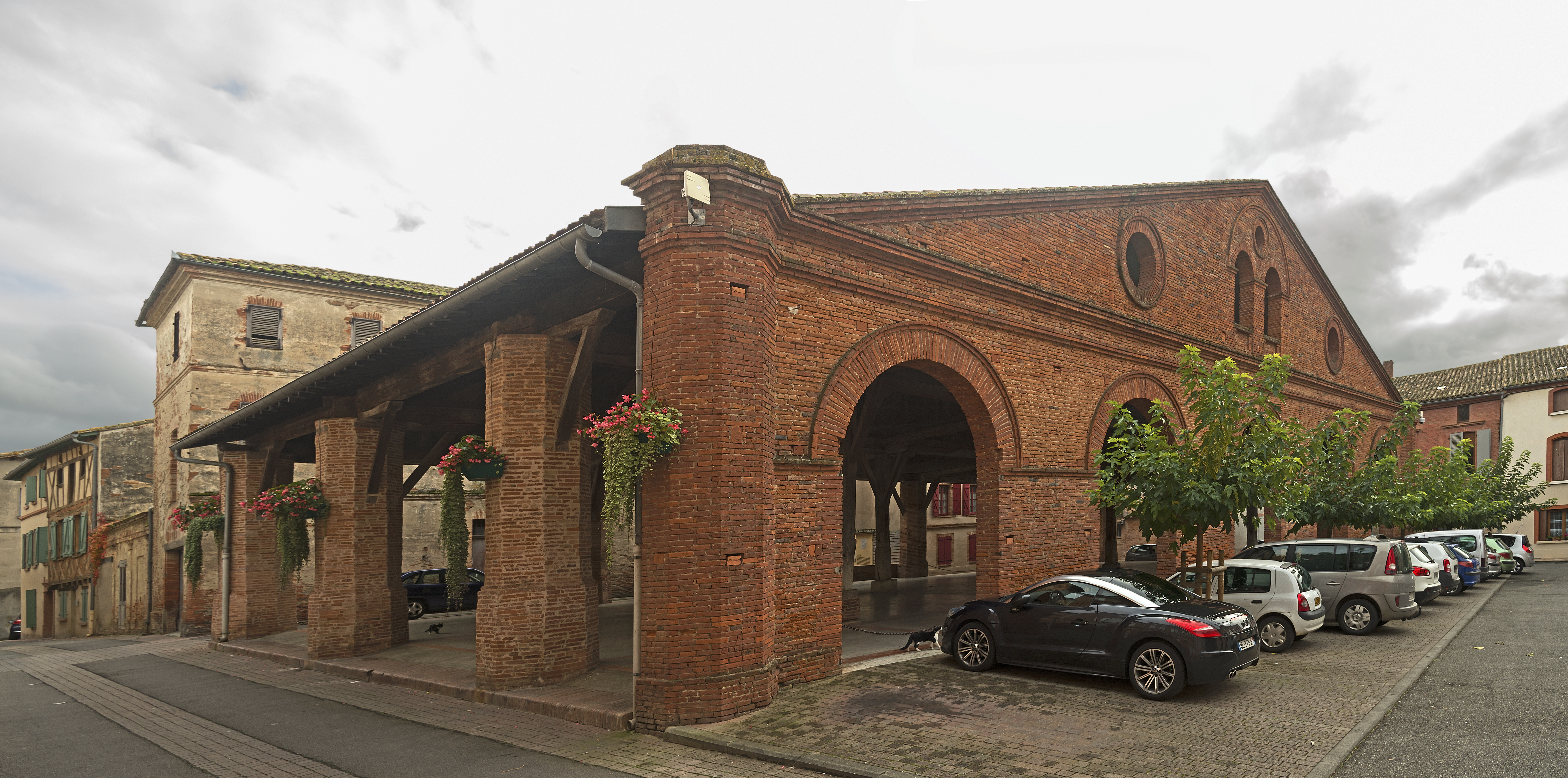